# کوکاکولا زیرو شکر (کالری)
کوکاکولا زیرو شکر (کالری)  یک نوشابه رژیمی است که توسط شرکت کوکاکولا تولید می شود.
این نوشیدنی در سال 2005 با نام کوکاکولا زیرو به عنوان نوشابه جدید بدون کالری معرفی شد. در سال 2017، فرمول اصلاح شد و نام آن به روز شد، که اعلام آن منجر به واکنش شدید مصرف کنندگان شد. تغییر فرمول دیگری در بریتانیا در ژوئیه 2021، در ایالات متحده در اوت 2021 و در کانادا در سپتامبر 2021 رخ داد.

## کوکاکولا زیرو شکر (کالری) یک نوشابه رژیمی است که توسط شرکت کوکاکولا تولید می شود. آب گازدار، رنگ کارامل، اسید فسفریک، آسپارتام، بنزوات پتاسیم (برای محافظت از طعم)، طعم‌های طبیعی، سیترات پتاسیم، پتاسیم اسه سولفام، کافئین. این نوشیدنی در سال 2005 با نام کوکاکولا زیرو به عنوان نوشابه جدید بدون کالری معرفی شد.

### آغاز کار
کوکاکولا زیرو بزرگترین محصول کوکاکولا در 22 سال گذشته بود. محصول جدید در شعبه اسپانیا طراحی شد و مارکوس د کوئینتو را به یکی از افراد کلیدی شرکت تبدیل کرد. این کمپین جهانی توسط آژانس خلاق Crispin Porter + Bogusky توسعه داده شد. به عنوان طعمی غیرقابل تشخیص از کوکاکولای استاندارد به بازار عرضه شد، برخلاف کوکای رژیمی، که مشخصات طعم متفاوتی دارد.

### ریبرند 2017
در سال 2017، علیرغم افزایش فروش در ایالات متحده، شرکت کوکاکولا اعلام کرد که کوکاکولا زیرو دوباره فرموله می شود و به کوکاکولا زیرو شکر تغییر نام می دهد، در حالی که با تاکید بر کمبود محتوای شکر، طعم بیشتری شبیه کوکاکولا استاندارد می کند.  فرمول جدید برای اولین بار در ژوئن 2016 در بریتانیا آزمایش شد و برنامه‌هایی برای عرضه آن در کشورهای دیگر در ماه‌های بعد وجود داشت.
این اعلامیه باعث واکنش شدید مصرف کنندگان شد. واشنگتن پست اشاره کرد که کوکاکولا زیرو بسیار محبوب است و طرفداران تغییر برنامه ریزی شده را با راه اندازی New Coke در سال 1985 مقایسه کردند. با این حال، Duane Stanford سردبیر Beverage Digest خاطرنشان کرد که از نظر طعم بسیار شبیه است و احتمالاً فرمول آن فقط کمی تغییر یافته است زیرا لیست مواد یکسان است. او اشاره کرد که تغییر نام تجاری تاکید اصلی بود.
در استرالیا، نوشابه به عنوان "کوکاکولا بدون شکر" در سال 2017 راه اندازی شد، اما برای به دست آوردن پذیرش اولیه با مشکل مواجه شد.
در جولای 2018، تأیید شد که فرمول اصلی با نام تجاری اصلی کوکاکولا زیرو در نیوزیلند در کنار محصول کوکاکولا زیرو شکر به فروش می‌رسد. نام تجاری اصلی کوکاکولا زیرو سرانجام در سال 2022 همراه با راه اندازی محلی فرمول مجدد 2021 حذف شد.

### ریبرند 2021
در جولای 2021، شرکت کوکاکولا اعلام کرد که فرمول مجدد دیگری از کوکاکولا زیرو شکر در سراسر ایالات متحده در ماه اوت و سپس در سراسر کانادا در سپتامبر منتشر خواهد شد. فرمول مجدد همان دستور العملی است که قبلاً در اروپا و آمریکای لاتین موجود بود. این شرکت گفت که این دستور غذا را بدون نیاز به تغییر در مواد تشکیل دهنده فهرست شده یا اطلاعات تغذیه ای، «طعم ها و مواد موجود موجود را بهینه می کند.» همراه با فرمول مجدد، برچسب گذاری به روز شد.
لوگوی اصلی کوکاکولا زیرو به طور کلی لوگوی کوکاکولا را با خط قرمز با تزئینات سفید نشان می داد که در زیر آن کلمه "zero" با حروف کوچک در حروف هندسی Avenir (یا نسخه سفارشی آن) وجود داشت. این کلمات در پس زمینه سیاه ظاهر شد. برخی جزئیات از کشوری به کشور دیگر متفاوت بود.
اولین لوگوی کوکاکولا زیرو شکر (2017) لوگوی Coca-Cola را با خط سفید نشان می داد که زیر آن عبارت "زیرو شکر" به رنگ مشکی بود. کلمه "شکر" با حروف کوچک در حروف هندسی Avenir (یا نسخه سفارشی آن) و کلمه "زیرو" در حروف بزرگ. این کلمات در یک دیسک قرمز بر روی پس زمینه سیاه ظاهر شد. در بازارهای اروپایی، بسته بندی به جای آن با طراحی کلاسیک قرمز کوکاکولا با اضافه کردن نوار مشکی در بالای برچسب با متن "زیرو شکر" مطابقت دارد. پس از فرمول‌بندی مجدد در سال 2021، دیسک قرمز حذف شد و لوگو به متن سیاه روی پس‌زمینه قرمز تغییر یافت و رنگ پس‌زمینه برای طعم‌های خاص تغییر کرد.

## انواع طعم ها
(این بخش در آینده قرار خواهد گرفت)